# Prins Ruperts kub

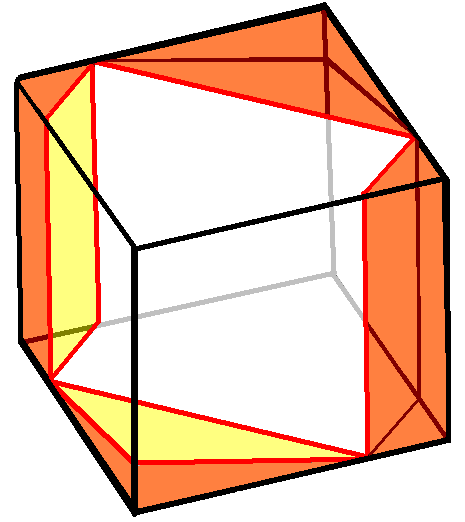
En enhetskub med ett utskuret hål stort nog att låta Prins Ruperts kub passera igenom det.

Inom geometrin betecknar Prins Ruperts kub (uppkallad efter Rupert av Pfalz som formulerade problemet) den största kub som kan passera genom ett hål skuret ur en enhetskub (en kub vars kanter har längden 1) utan att den delas i två bitar. Kantlängden är cirka 6% längre än kanterna på enhetskuben. Problemet med att hitta den största kvadrat som kan inskrivas i en enhetskub är närbesläktat och har samma lösning.
Problemet publicerades först av John Wallis 1665 i De Algebra Tractatus och löstes över 100 år senare av den holländske matematikern Pieter Nieuwland (lösningen publicerades postumt 1816 av hans lärare Jan Hendrik van Swinden).

## Lösning
Om två punkter placeras, en på vardera av två kanter som möts i ett hörn på enhetskuben, och på avståndet 3/4 från hörnet, kommer avståndet mellan punkterna att vara
{\displaystyle {\frac {3{\sqrt {2}}}{4}}\approx 1.0606601.}
Dessa två punkter, tillsammans med ett andra punktpar placerade på de diagonalt motsatta kanterna, bildar hörnen i en kvadrat som ligger helt inom enhetskuben. Om denna kvadrat "dras ut" vinkelrätt mot sin yta bildas ett hål genom vilken en kub som är större än enhetskuben kan föras.
De fyra delar av kuben som återstår bildar två triangulära prisman och två oregelbundna tetraedrar som sammanbinds i hörnen på kvadraten. Varje prisma har som hörn två intilliggande hörn på enhetskuben och fyra punkter på kanterna på avståndet 1/4 från dessa hörn. Varje tetraeder har som hörn ett hörn på enhetskuben, två hörn på avståndet 3/4 från detta hörn och ett hörn på avståndet 3/16 från hörnet på enhetskuben.